# Senni Salminen
Senni Marjaana Salminen, född 29 januari 1996 i Helsingfors, är en finländsk trestegshoppare.
Vid europeiska inomhusmästerskapen i friidrott 2025 tog Salminen brons i tresteg.